# 高山侑子
高山 侑子（たかやま ゆうこ、1992年10月13日 - ）は、日本の女優。
新潟県出身。スターダストプロモーション所属。

## 略歴
父親は航空自衛隊新潟救難隊の救難員（メディック）だったが、2005年4月に訓練中の墜落事故で殉職している。同年秋に防衛庁（当時）で実施された自衛隊殉職隊員追悼式に出席するため家族で上京した際、原宿でスカウトされた。
2007年、ローティーン向けファッション雑誌『ピチレモン』（学研）の専属モデルとして活動を開始。モデルと並行して女優活動も始める。同年、『パパとムスメの7日間』で連続ドラマ初出演。
2008年、映画『空へ-救いの翼 RESCUE WINGS-』で映画初出演・初主演。父と同じ航空自衛隊員で救難隊初の女性パイロットの役を演じた。
2009年4月号でピチレモンを卒業。
2012年、『仮面ライダーウィザード』で大門凛子を演じる。2013年には同作の劇場用作品『劇場版 仮面ライダーウィザード in Magic Land』にも出演した。
2015年、『新・戦国降臨ガール』にて初舞台。
2016年、『逃げるは恥だが役に立つ』に主人公・森山みくりの兄嫁役で出演。
2016年、『となりのシムラ（5）』に女子社員の役で出演。
2022年6月1日、YouTubeチャンネル「高山侑子の秘密基地」を開設。

## 人物
- 小学校でバスケットボール、中学校では陸上競技とテニスをしていた。高校ではよさこい同好会に入り、毎年にいがた総おどりに参加する。卒業後、進学と共に上京。大学は経営学部に通い、第二外国語はドイツ語を履修していた[3]。
- 高校野球やプロ野球の観戦が趣味で、好きなチームは読売ジャイアンツ。一番好きな選手は松田宣浩[3]。
- 歌うことも好きなので、憧れの女優は事務所の先輩でもある柴咲コウ[3]。
- 趣味は絵を描くこと[8]。インスタグラムのアイコンはスマートフォンのアプリで描いた自画像を使用している[9]。好きなアイドルマスター シンデレラガールズも描いた[10]。
- 2020年に鶴嶋乃愛が仮面ライダーゼロツー（『劇場版 仮面ライダーゼロワン REAL×TIME』）と仮面ライダーアークゼロワン（『仮面ライダーゼロワン ファイナルステージ』）に変身するまで、2つの仮面ライダーに変身した唯一の女性（『劇場版 仮面ライダーウィザード』の仮面ライダーメイジ、『劇場版 仮面ライダーゴースト 100の眼魂とゴースト運命の瞬間』の仮面ライダーダークネクロムY）[11]。
- 2019年11月18日にインスタグラムで入籍したことを発表した[12]。

## 出演

### テレビドラマ
- 30億円ダイヤ強奪!（2007年2月27日、日本テレビ） - 村木千夏 役
- 介助犬ムサシ〜学校へ行こう!〜（2007年4月20日、フジテレビ） - 女子生徒 役
- パパとムスメの7日間（2007年7月1日 - 8月19日、TBS） - 高木美佳 役
- コスプレ幽霊 紅蓮女（2008年1月11日 - 3月28日、テレビ東京） - 中川美雪 役
- ザ・休み時間（2008年5月9日 - 2009年9月27日、ディズニー・チャンネル） - リカ 役
- ふたつのスピカ（2009年6月18日 - 7月30日、NHK） - 近江圭 役
- ハンマーセッション!（2010年7月10日 - 9月18日、TBS） - 新田真潮 役
- 森村誠一の終着駅シリーズ 24（2010年7月31日、テレビ朝日） - 宮地由起子 役
- 宇宙犬作戦 #15（2010年11月5日、テレビ東京） - ミンミン 役
- URAKARA 第8話（2011年3月4日、テレビ東京） - 時津千代 / サキ 役
- カクセイ 恐怖に目覚める6つのストーリー（2011年3月31日、フジテレビ） - 桃山杏奈 役
- ピースボート -Piece Vote- 第1話 - 第5話（2011年7月4日 - 8月1日、日本テレビ） - 柏原緑 役
- 山岳刑事1（2012年8月20日、TBS） - 本条真奈 役
- 仮面ライダーウィザード（2012年9月2日 -  2013年9月29日、テレビ朝日） - 大門凛子 役
- 空飛ぶ広報室 最終話（2013年6月23日、TBS） - 神谷 役
- LOST IN TOKYO（2014年3月30日、NHK） - カオリ 役
- 探偵の探偵（2015年7月9日 - 9月17日、フジテレビ） - 伊根涼子 役
- キスのカタチ 「先輩」（2016年4月4日、HBC） - 咲子 役
- 逃げるは恥だが役に立つ 第2話・第8話（2016年10月11日・11月29日、TBS） - 森山葵 役
- スリル!〜黒の章〜 第3話（2017年3月12日、NHK BSプレミアム） - 落合美沙子 役
- 特捜9 第2話（2018年4月18日、テレビ朝日） - 島沢薫 役
- 月曜名作劇場 隠蔽捜査〜去就〜（2019年3月11日、TBS） - 根岸紅美 役
- 教場（2020年1月4日・5日、フジテレビ） - 日下部奈緒 役
- 恋はつづくよどこまでも 第4話・最終話（2020年2月4日・3月17日、TBS） ‐ 吉野恵理 役
- オー!マイ・ボス!恋は別冊で 第3話（2021年1月26日、TBS） ‐ 瀬尾光希 役

### テレビアニメ
- 毎日かあさん 第23話 祭りの夜（2009年9月16日、テレビ東京） - みさ 役

### その他のテレビ番組
- ふるさとウォッチングTV さとッチ!（2009年4月3日 - 2011年6月24日、新潟テレビ21）
- ビットワールド（2011年1月7日 - 2月11日、NHK教育） - ラムダ 役

### 映画
- 空へ-救いの翼 RESCUE WINGS-（2008年12月13日） - 主演・川島遥風 役
- 花のあすか組NEO!（2009年4月25日） - 主演・九楽あすか 役
- 女の子ものがたり（2009年8月29日） - みさ（高校時代）役
- 戦闘少女 血の鉄仮面伝説（2010年5月22日） - 主演・玲 役[注 1]
- 仮面ライダーシリーズ
  - 仮面ライダー×仮面ライダー×仮面ライダー THE MOVIE 超・電王トリロジー EPISODE BLUE 派遣イマジンはNEWトラル（2010年6月5日） - 上原美来 役
  - 仮面ライダー×仮面ライダー ウィザード&フォーゼ MOVIE大戦アルティメイタム（2012年12月8日） - 大門凛子 役
  - 仮面ライダー×スーパー戦隊×宇宙刑事 スーパーヒーロー大戦Z（2013年4月27日） - 大門凛子 役
  - 劇場版 仮面ライダーウィザード in Magic Land（2013年8月3日） - 大門凛子 役
  - 仮面ライダー×仮面ライダー 鎧武&ウィザード 天下分け目の戦国MOVIE大合戦（2013年12月14日） - 大門凛子 役
  - 劇場版 仮面ライダーゴースト 100の眼魂とゴースト運命の瞬間 （2016年8月6日） - ジェイ / 仮面ライダーダークネクロムY 役
- 三色映画 UFO食堂（2010年7月17日） - 主演・上戸ユウ 役
- トラベラーズ 次元警察（2013年4月13日） - 三枝遥 役[注 2]
- 劇場版 獣電戦隊キョウリュウジャー ガブリンチョ・オブ・ミュージック（2013年8月3日） - 友情出演
- 上京ものがたり（2013年8月24日） - みさ 役
- カミングアウト（2014年11月29日） - 紫田明日香 役

### オリジナルビデオ
- 宇宙戦隊キュウレンジャーVSスペース・スクワッド（2018年） - 鳴瀬キミコ 役[13]

### WEB
- 短篇.jp × GOO Short Films From TOKYO ルーキーズ 第3弾 ココダケノハナシ（2008年7月 - 、GOO）
  - 第1話 「ポイズンラジオ」 - ミドリ 役
  - 第2話 「春のシオンで」 - 主演・素子 役
- ネット版 仮面ライダー×スーパー戦隊×宇宙刑事 スーパーヒーロー大戦乙!〜Heroo!知恵袋〜あなたのお悩み解決します!（2013年） - 大門凛子 役
  - ネット版 仮面ライダーウィザード イン マジか!?ランド（2013年）
- 仮面ライダージャンヌ&仮面ライダーアギレラ withガールズリミックス（2022年8月7日、東映特撮ファンクラブ） - 大門凛子 役[14]

### 舞台
- アリスインプロジェクト「新・戦国降臨ガール」（2015年10月21日 - 25日、全労済ホールスペース・ゼロ） - 緒川飛鳥 役[7]
- 暁の帝〜朱鳥の乱編〜（2019年6月13日 - 23日、池袋シアターグリーン） - 大蕤(ｵｵﾇ) 役

### PV
- いきものがかり 「うるわしきひと」（2007年2月14日）
- ヒャダイン 「クリスマス?なにそれ?美味しいの?」（2011年11月23日） - ヒャダル子 役
- GACKT 「P.S. I LOVE U」（2014年2月12日）

### CM
- バンダイ ガンダム00 ガンプラ（2007年10月 - ） - ゆうこ 役
- バンダイ ガンダム00 ガンプラ一家CMおよびショートドラマ（2007年10月 - ） - ゆうこ 役
- 住友林業 涼温房（2007年10月 - ）
- ナガセ 東進ハイスクール（2007年11月 - ）
- 花王 ビオレ さらさらパウダーシート（2008年6月 - ）
- 三井ダイレクト損害保険 MUJICOLOGY研究所（2010年12月 - 2014年6月）[注 3]
- プレナス Hotto Motto（2011年5月 - ）
- 富士通 企業 「暮らしと富士通シリーズ」（2011年6月 - ） - アスミ 役
- ダスキン mister donut 「こころをまあるく。」（2012年1月 - ）
- 買取専門店 ザ・ゴールド （2013年10月 - ）
- ユー・エス・ジェイ USJ ウィザーディング・ワールド・オブ・ハリーポッター（2014年4月 - ）
- 仙台ターミナルビル ホテルメトロポリタン仙台・山形（2014年9月 - ）[注 4]
- ヤマキ 割烹白だし（2018年 - ）
- 大和証券（2019年 - ）[15]

### 広告
- 消防庁 / 日本損害保険協会全国統一火災予防運動イメージキャラクター（2009年）
- 社団法人日本損害保険協会 2009年度防火ポスター（2009年4月 - 2010年3月）
- 社団法人新潟県観光協会 2009年にいがた観光復興キャンペーンポスター（2009年6月 - 8月）
- 中央カレッジグループ インフォマーシャル GLC群馬法科ビジネス専門学校（2010年6月1日 - ） - ミク 役

## 書籍

### フォトブック
- 高山侑子in空へ〜救いの翼 RESCUE WINGS〜（2008年12月5日、角川メディアハウス） ISBN 978-4-04-894918-7
- さとッチ!的新潟遊び場ウォッチング（2011年6月4日、UXビジョン）

### 雑誌
- ピチレモン（2007年4月 - 2009年4月、学研） - 専属モデル

### 書誌
- B.L.T. Vol.11 Sizzleful Girl 2009 Summer（2009年8月5日、東京ニュース通信社）
- SDP Bunko 第3弾 文学日和－いのちへの想い－宮沢賢治「よだかの星」（2008年11月17日、SDP出版）表紙＋巻頭グラビア ISBN 978-4-903620-38-1